# 트라이앵글 (드라마)
《트라이앵글》은 2014년 5월 5일부터 2014년 7월 29일까지 MBC에서 방영된 월화드라마이다.
이 드라마는 최완규 작가의 카지노 3부작 중 3부에 해당하는 마지막 작품으로 카지노가 밀집한 강원도 사북지역을 중심축으로 삼아 타고난 승부욕과 도박실력으로 인생역전을 하려는 허영달(장동철). 광부였던 아버지를 고복태와 윤회장의 계략으로 잃고 복수를 다짐하는 현직경찰 장동수. 카지노 재벌 윤태준 회장의 외아들로 허영달과 사랑과 운명을 걸고 대적하게 되는 윤양하(장동우)가 서로의 존재를 모르고 있다 만나는 과정과 사랑, 복수를 담은 드라마이다.

## 줄거리
세 형제가 불행한 일로 헤어진 후 큰 형은 경찰, 둘째는 폭력조직원, 셋째는 부유한 집에서 자란 뒤 서로를 모른 채 만나는 이야기를 담은 드라마.

## 등장인물
- (†) 표시는 드라마 상으로 사망한 인물입니다.

### 주요 인물
- 이범수 : 장동수 역 (아역 신기준, 노영학)
- 김재중 : 장동철 / 허영달 역 (아역 고우림)
- 임시완 : 장동우 / 윤양하 역(†)
- 오연수 : 황신혜 역[1] (아역 김소현)
- 백진희 : 오정희 역

### 오정희의 주변 인물
- 김지영 : 오정희의 할머니 역
- 김주엽 : 오병태 역(오정희 오빠)
- 박민수 : 오병수 역(오정희 남동생)
- 정지윤 : 오정희 엄마 강현미 역
- 미상:오정희 아버지 오상천 역

### 장동철의 주변 인물
- 홍석천 : 만강 역

장 마담과 함께 카지노를 운영한다. 양만춘(임하룡) 전 회장이 구걸하는걸 보고 돈 몇푼 쥐어주고 장 마담이 비꼬자 양만춘 전 회장에 대해서 설명해준다. 장 마담이 설명을 듣고 죽이내라고 하자 죽이지라고 맞장구 친다.
- 이윤미 : 장 마담 역
- 신승환 : 양장수 역
- 임하룡 : 양만춘 역(안시성이랑 전혀 상관없다)

건설기업 회장이었지만 100억을 카지노에 때려박고 파산해서 아내와 이혼하고 아들 양장수(신승환)한테 버림받았다. 그런데 화해했는지 3회에서 양장수가 오십억 있으면 뭐할거냐고 물어보자 내가 오십억 있을일이 있냐고 하지만 양장수는 집요하게 물어봤고 오십억이 있으면 카지노 큰손들한테 갖다주면 따블 즉 백억이 된다고 하자 양장수(신승환)는 큰손님들한테 갖다주면 정말 큰돈 벌수있냐고 기대하면서 물어보지만 양만춘이 너 노름하려고 그러냐며 째려보자 찔린 양장수는 아니라고 잡아때다가 아버지와 싸우고 팔을 부러뜨리며 죄송하다고 나가고 양만춘(임하룡)은 화를내며 부러진 팔을 잡고 아파한다. 누가 한 핏줄 아니랄까봐 아버지한테 노름을 배웠는지 부전자전을 증명했다.

### 서울지방경찰청 광역수사대
- 조원희 : 강철민 역
- 위양호 : 탁재걸 역
- 박효주 : 강진 역
- 손지훈 : 이지훈 역
- 임기혁 : 민 형사 역

### 청진그룹
- 김병옥 : 고복태 역

트라이앵글의 준 최종 보스. 청진건설 회장. 윤양하/장동우와 장정국(삼형제의 친부)을 죽인 장본인.
- 조성현 : 연정호 역
- 여호민 : 공수창 역

고복태의 수하.
- 이범훈 : 고원정 역

### 대정그룹
- 김병기 : 윤태준 회장 역(†)

트라이앵글의 진 최종 보스. 삼형제의 친부 장종국을 고복태(김병옥)를 시켜서 죽인 장본인. 양자 윤양하/장동우(임시완)의 죽음에 죄책감을 느끼고 권총으로 자살한다.
- 박지연 : 성유진 역
- 장동직 : 현필상 역

아버지가 윤태준 회장(김병기)의 동업자였기에 항상 회장 자리를 노린다.

### 그 외 인물
- 강신일 : 황정만 역
- 백신 : 국봉달(형사) 역
- 정경순 : 파주댁 역
- 나야 : 이수정 역
- 주민하 : 최유나 역
- 강준영 : 오준호 역
- 정소희 : 민소정 사장 역
- 소준섭 : 제리 역
- 현철호 : 현택 역
- 조상건 : 안창봉 역(†)
- 김준배 : 한만봉 역

교도소에서 최고 실세이자 정동철이 날려버리는 50억의 주인이다. 바로 경상도 사투리가 특징이다.(김준배는 주로 고향이 경상북도 대구광역시 달서구 죽전동이라고 한다.)빡빡이라서 그런지 매서운 눈이라고 한다. 40대 중 ~ 후반보이는 나이다.
- 박지원 : 화란 역
- 이찬 : 배성태 팀장 역
- 이시유 : 고청자 역
- 곽인호 : 김전무 역
- 이정성 : 강선태 역
- 강민주 : 상미 역

### 특별 출연
- 박상면 : 사북 건달 두목 역
- 김광규 : 내사과 형사 이영도 역
- 박승호 : 내사과 형사 역
- 호란 : 재즈바 가수 역
- 김혜은 : 김옥경 역
- 추성훈 : 와타나베(야쿠자 보스) 역 (4회)

- 최덕문 : 장정국(삼형제의 친부) 역(†)
- 전진기 : 도기찬 역(†, 3회)

3회 허영달/장동철(김재중)의 꿈에서만 등장했다.
- 김채현 : 핏보스(매니저) 역
- 송용태 : 이형근 역
- 박원숙 : 허춘희(삼형제의 생모) 역(†)
- 백봉기 : 박용우(허춘희의 의붓아들) 역
- 조상구 : 한명재 역
- 성민수 : 최사장 역
- 최민 : 카지노 이사 역
- 이규호 : 떡대 역

4회부터 등장하는 고복태의 수하.
- 기세형 : 동석범 역
- 오순태 : 왕배 역
- 손상현 : 부하 역
- 임욱진 : 부하 역

4회부터 마찬가지로 등장하는 고복태의 수하.
- 김성종 : 부하 역 (1회, 9회, 16회, 26회)
- 김선웅 : 부하 역 (1회, 5회, 6회, 9회)
- 이규섭 : 조폭 역 (24회)

24회 한만봉의 수하.
- 최성환 : 민 사장 부하 역 (9회)
- 미상 : 고대철 역
- 미상 : 배현탁 역
- 홍승범 : 사채업자 역
- 이봉규 : 장동철과 만난 노인 역
- 송민형 : 김 의원 역
- 이현걸 : 한명재 부하 역
- 함형기
- 김희진
- 김세온 : 다방 레지 역

3회 당구장에서 허영달/장동철(김재중)과 서로 허벅지 만지며 딥키스 하는 장면이 선정적이란 비판이 있었다.
- 윤종원
- 서광재 : 경찰 역 (2회)
- 백민 : 타짜 역 (9회)
- 박정우 : 만봉 부하 역 (11회)
- 윤택상 : 만봉 부하 역 (11회)
- 이설구 : 와타나베 부하 역 (4회)

4회 와타나베(추성훈)의 통역을 담당하는 야쿠자이다.
- 신범식 : 썍썍이 (썍썍이파 보스) 역 (16회)

16회 허영달/장동철(김재중)의 카지노에서 깽판을 치며 한만봉(김준배)과 싸워 썍썍이 패거리들이 도망간다.
- 차기주 : 현필상과 만난 남자 역

24회 현필상(장동직)이 안창봉(조상건)의 살인교사 혐의로 경찰조사 받다가 취조실에 들어가서 만났다.

## 일본판 성우진
- 코니시 카츠유키 : 장동수(이범수)
- 호소야 요시마사 : 허영달 / 장동철(김재중)
- 스즈키 유토 : 윤양하 / 장동우(임시완)
- 이노우에 마리나 : 오정희(백진희)
- 타케우치 아야코 : 황신혜(오연수)

## 시청률
최저 시청률과 최고 시청률은 시청률 조사회사와 지역별로 시청률에 차이가 있을 수 있습니다.
| 2014년      | 2014년      | 2014년         | 2014년       | 2014년         | 2014년       |
| 회차        | 방송일      | TNmS 시청률    | TNmS 시청률  | AGB 시청률     | AGB 시청률   |
| 회차        | 방송일      | 대한민국(전국) | 서울(수도권) | 대한민국(전국) | 서울(수도권) |
| ----------- | ----------- | -------------- | ------------ | -------------- | ------------ |
| 제1회       | 5월 5일     | 9.0%           | 10.3%        | 8.9%           | 9.7%         |
| 제2회       | 5월 6일     | 8.6%           | 10.2%        | 9.6%           | 11.1%        |
| 제3회       | 5월 12일    | 7.1%           | 8.9%         | 7.5%           | 8.1%         |
| 제4회       | 5월 13일    | 7.4%           | 8.9%         | 7.4%           | 7.9%         |
| 제5회       | 5월 19일    | 7.0%           | 8.2%         | 7.3%           | 8.2%         |
| 제6회       | 5월 20일    | 7.5%           | 8.8%         | 6.8%           | 7.1%         |
| 제7회       | 5월 26일    | 6.9%           | 8.5%         | 6.7%           | 6.9%         |
| 제8회       | 5월 27일    | 7.7%           | 9.5%         | 6.3%           | 5.8%         |
| 제9회       | 6월 2일     | 6.6%           | 8.2%         | 6.4%           | 7.3%         |
| 제10회      | 6월 3일     | 7.3%           | 8.7%         | 6.7%           | 7.0%         |
| 제11회      | 6월 9일     | 7.0%           | 8.5%         | 6.2%           | 6.7%         |
| 제12회      | 6월 10일    | 6.9%           | 8.8%         | 6.2%           | 6.9%         |
| 제13회      | 6월 16일    | 7.1%           | 8.9%         | 5.7%           | 6.2%         |
| 제14회      | 6월 17일    | 7.7%           | 9.4%         | 7.7%           | 8.2%         |
| 제15회      | 6월 23일    | 8.0%           | 10.4%        | 7.5%           | 7.7%         |
| 제16회      | 6월 24일    | 9.2%           | 11.8%        | 8.6%           | 9.2%         |
| 제17회      | 6월 30일    | 8.2%           | 10.5%        | 7.4%           | 8.0%         |
| 제18회      | 7월 1일     | 8.4%           | 10.2%        | 8.9%           | 10.0%        |
| 제19회      | 7월 7일     | 8.3%           | 11.1%        | 9.0%           | 10.0%        |
| 제20회      | 7월 8일     | 8.6%           | 11.8%        | 9.5%           | 10.3%        |
| 제21회      | 7월 14일    | 7.9%           | 10.9%        | 9.1%           | 10.4%        |
| 제22회      | 7월 15일    | 9.5%           | 12.7%        | 10.0%          | 11.2%        |
| 제23회      | 7월 21일    | 8.8%           | 11.2%        | 9.5%           | 9.9%         |
| 제24회      | 7월 22일    | 9.1%           | 11.5%        | 10.0%          | 11.6%        |
| 제25회      | 7월 28일    | 8.8%           | 11.6%        | 9.2%           | 10.5%        |
| 제26회      | 7월 29일    | 10.3%          | 13.2%        | 10.5%          | 12.2%        |
| 평균 시청률 | 평균 시청률 | 8.0%           | 10.1%        | 8.0%           | 8.8%         |

## OST

### Part. 1
| #            | 제목                 | 작사         | 작곡         | 노래         | 재생 시간 |
| ------------ | -------------------- | ------------ | ------------ | ------------ | --------- |
| 1.           | 〈하루하루〉         | 범이, 낭이   | 범이, 낭이   | 에일리       | 3:57      |
| 2.           | 〈하루하루 (Inst.)〉 |              | 범이, 낭이   |              | 3:57      |
| 총 재생 시간 | 총 재생 시간         | 총 재생 시간 | 총 재생 시간 | 총 재생 시간 | 7:52      |

### Part. 2
| #            | 제목               | 작사         | 작곡         | 노래         | 재생 시간 |
| ------------ | ------------------ | ------------ | ------------ | ------------ | --------- |
| 1.           | 〈싫어도〉         | 김재중       | 유종호       | 김재중       | 3:45      |
| 2.           | 〈싫어도 (Inst.)〉 |              | 유종호       |              | 3:45      |
| 총 재생 시간 | 총 재생 시간       | 총 재생 시간 | 총 재생 시간 | 총 재생 시간 | 7:30      |

### Part. 3
| #            | 제목                                 | 작사         | 작곡         | 노래         | 재생 시간 |
| ------------ | ------------------------------------ | ------------ | ------------ | ------------ | --------- |
| 1.           | 〈발라드는 모두 거짓말이다〉         | 조규찬       | 조규찬       | 조규찬       | 4:27      |
| 2.           | 〈발라드는 모두 거짓말이다 (Inst.)〉 |              | 조규찬       |              | 4:27      |
| 총 재생 시간 | 총 재생 시간                         | 총 재생 시간 | 총 재생 시간 | 총 재생 시간 | 8:54      |

### Part. 4
| #            | 제목                   | 작사            | 작곡            | 노래         | 재생 시간 |
| ------------ | ---------------------- | --------------- | --------------- | ------------ | --------- |
| 1.           | 〈그대뿐이죠〉         | 박강일, JOOQBOX | 박강일, JOOQBOX | 더 히든      | 3:55      |
| 2.           | 〈그대뿐이죠 (Inst.)〉 |                 | 박강일, JOOQBOX |              | 3:55      |
| 총 재생 시간 | 총 재생 시간           | 총 재생 시간    | 총 재생 시간    | 총 재생 시간 | 7:50      |

### Part. 5
| #            | 제목             | 작사         | 작곡         | 노래         | 재생 시간 |
| ------------ | ---------------- | ------------ | ------------ | ------------ | --------- |
| 1.           | 〈우연〉         | 김재중       | 백충훈       | 김재중       | 2:58      |
| 2.           | 〈우연 (Inst.)〉 |              | 백충훈       |              | 2:58      |
| 총 재생 시간 | 총 재생 시간     | 총 재생 시간 | 총 재생 시간 | 총 재생 시간 | 5:56      |

### Part. 6
| #            | 제목                       | 작사         | 작곡         | 노래         | 재생 시간 |
| ------------ | -------------------------- | ------------ | ------------ | ------------ | --------- |
| 1.           | 〈키스 앤 크라이〉         | 이유진       | 조영수       | 지연, 쇼리 J | 3:30      |
| 2.           | 〈키스 앤 크라이 (Inst.)〉 |              | 조영수       |              | 3:30      |
| 총 재생 시간 | 총 재생 시간               | 총 재생 시간 | 총 재생 시간 | 총 재생 시간 | 7:00      |

## 수상
- 2014 제7회 코리아 드라마 어워즈 남자 최우수상 - 김재중
- 2014년 MBC 연기대상 남자 신인연기상 - 임시완
- 2014년 MBC 연기대상 여자 우수연기상 - 백진희

## 연장
- 2014년 7월 7일 : 트라이앵글 방영 분량이 24부작에서 2회 연장되어 26부작으로 변경, 확정되었다.

## 동시간대 드라마
- KBS 월화드라마

《빅맨》 (2014년 4월 28일 ~ 2014년 6월 17일)
《트로트의 연인》 (2014년 6월 23일 ~ 2014년 8월 12일)
- SBS 월화드라마

《닥터 이방인》 (2014년 5월 5일 ~ 2014년 7월 8일)
《유혹》 (2014년 7월 14일 ~ 2014년 9월 16일)